# Archimedes (Fernsehsendung)
Archimedes war eine wissenschaftliche Fernsehsendung auf ARTE.
Das Wissenschaftsmagazin wurde wöchentlich ausgestrahlt und im Wechsel von ARTE France, dem ZDF und dem Bayerischen Rundfunk produziert. Das Archimedes-Team bestand aus Philippe Boulanger, Jean-Jacques Henry, Pierre Oscar Lévy, Hervé This und Gero von Boehm.
Die Sendung, die sich thematisch unter anderem mit Technik, Naturwissenschaften und Mathematik befasst hat, präsentierte jede Woche vier bis fünf Beiträge.
Die Sendung wurde am 16. Dezember 2003 zum letzten Mal ausgestrahlt und mit der darauf folgenden Neuausrichtung ARTEs zum Jahreswechsel 2003/2004 eingestellt.
Die Sendung wurde von Spektrum der Wissenschaft sowie Science & Vie gesponsert.